# حزب التحرير الشعبي الوحدوي
حزب التحرير الشعبي الوحدوي حزب سياسي يمني تأسس في نوفمبر 1996 ، تقدم للتسجيل في لجنة شئون الأحزاب 30 يناير 1997 و حصل على قرار التسجيل من لجنة شئون الأحزاب في 26 يونيو اول امين عام للحزب الاستاذ الفقيد المناضل احمد علي سعيد رحمة الله تغشاه 1997 . الأمين العام للحزب أحمد هادي العولقي .

## العملية السياسية
- لم يشارك في الانتخابات النيابية الأولى 1993 ولم يشارك أيضاً في الانتخابات الثانية 1997 .
- شارك في الانتخابات النيابية الثالثة 2003 ولم يحصل على أي مقعد وحصل على 1241 صوت من إجمالي الأصوات الصحيحة البالغ عددها 5996049 وبنسبة 0.02%.